# 石生龍屬
石生龍（屬名：Oohkotokia，發音：/ˌoʊ.oʊkəˈtoʊkiə/ OH-oh-kə-TOH-kee-ə，意為「岩石生的孩子」，或譯烏克托卡龍）是甲龍科的一屬裝甲類恐龍，化石來自美國蒙大拿州雙麥迪遜組上部層位，年代約為上白堊紀坎潘階晚期，約7400萬年前。牠是大型、結構沉重、四足步行的植食性動物，身長可長到6公尺。石生龍的發現，證明在坎潘階－馬斯垂克階交界時期的蒙大拿州－亞伯達省，甲龍類仍持續繁衍興盛著。

## 發現

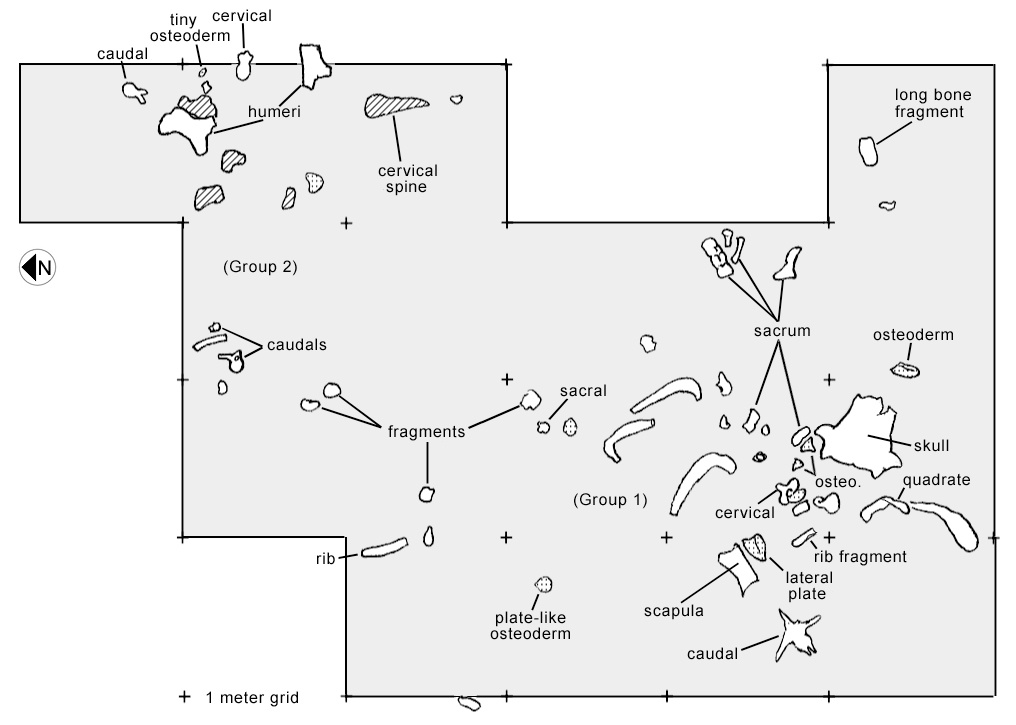
化石發現時的原位散布圖

1986至1987年期間，落磯山博物館的團隊在蒙大拿州卡特班克西北方的TM-034地段發現了甲龍類化石。此發現為調查人員帶來極大的挑戰，在6×4公尺、相隔約3公尺的區域，發現了兩坨零散的骨骼，第一坨似乎為甲龍科所屬，第二坨屬於結節龍科，因此起初推測可能是兩個不同物種的兩個個體。第二坨化石於1990年被歸入粗齒埃德蒙頓甲龍（Edmontonia rugosidens）／查斯騰伯格龍（Chassternbergia）。但另一方面，兩者皆沒有顯示出重疊的部位，代表其實只有一個個體，並同時顯示出甲龍科和結節龍科的特徵。另一個可能是，雖然同地層已經發現過其他物種，這兩坨化石均無法歸類於已知的甲龍科或結節龍科物種。
模式種兼唯一種霍氏石生龍（Oohkotokia horneri）於2013年由保羅·潘卡斯基（Paul Penkalski）根據落磯山博物館的館藏標本所命名、敘述，在此之前，這些標本已藏在館內被遺忘了近三十年。屬名Oohkotokia源自黑腳語的發音"ooh'kotoka"（意為「大石頭」），加上拉丁語後綴ia（代表「來自」），於是意為「石頭之子」，象徵其大規模的裝甲，同時也紀念標本發現於黑腳人的土地。種名horneri紀念的落磯山博物館古生物學家杰克·R·霍纳，他採集了正模標本。
正模標本MOR 433包含：一個被壓碎、但保存狀態良好的頭骨，長37.5公分；脊椎材料；一個部分肩胛骨；數個薄壁皮內成骨；頸部裝甲；一個非常大的肱骨；其他碎片。
其他歸入標本：
- MOR 363：包含頭骨碎片，同樣來自雙麥迪遜組（英语：Two Medicine Formation）；上眶骨、方軛骨具有與正模標本MOR 433上觀察到的相同特徵。
- NSM PV 20381：1995年採集但未被描述過，包含一個不完整的頭骨、骨盆、一塊龍骨狀皮內成骨、前肢、腳部缺乏的後肢。一度被認為屬於包頭龍。
- TMP 2001.42.19：來自雙麥迪遜組，包含一個沒有牙齒的部分頭骨、鱗狀骨角、肱骨下端、裝甲、左肩胛鳥喙骨、成對坐骨、完整並保存良好的中等大小尾槌（寬約32公分）。
- MOR 538：部分尾槌，與TMP 2001.42.19的尾槌相似。
- USNM 7943：於1917年在蒙大拿化石點（短角龍正模標本發現處）附近發現的部分頸部裝甲半環。
- USNM 11892：一個部分頭骨與五顆牙齒，於1930年由吉爾摩歸入倍甲龍。具有非常大的鱗狀骨角，牙齒有板狀齒帶，咬合時有獨特的Z形隆起。

## 敘述及分類

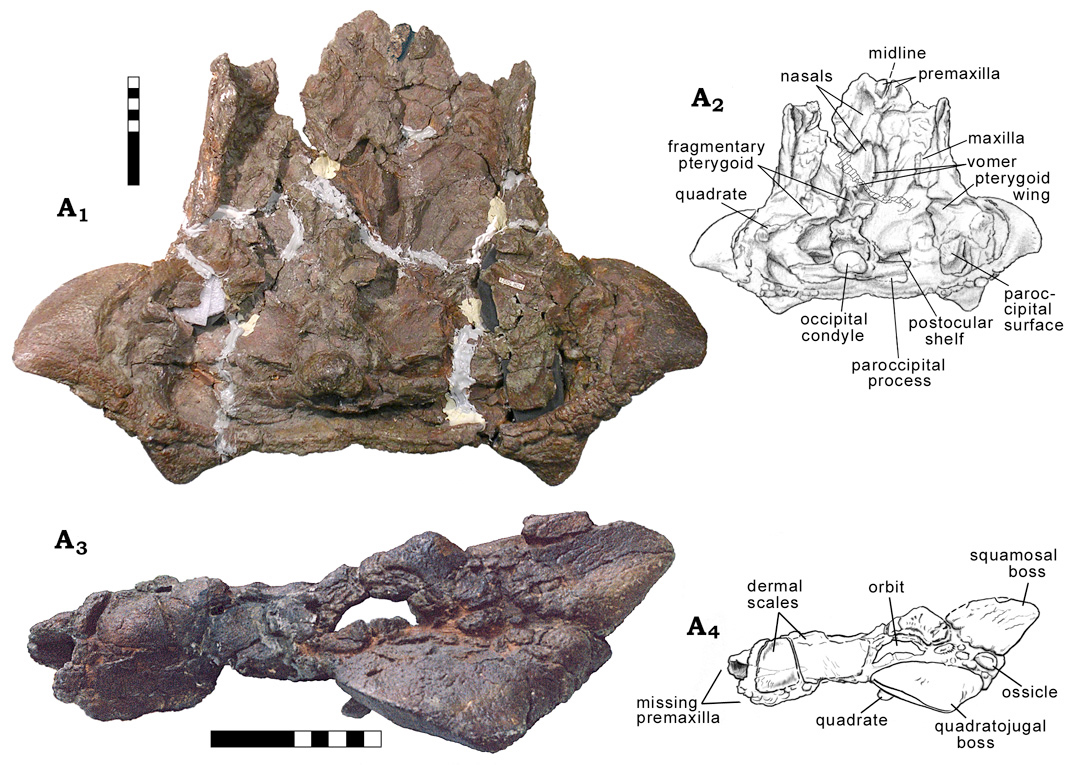
MOR 433的頭骨頂視（A1）與側視（A3）、輪廓描繪（A2、A4）

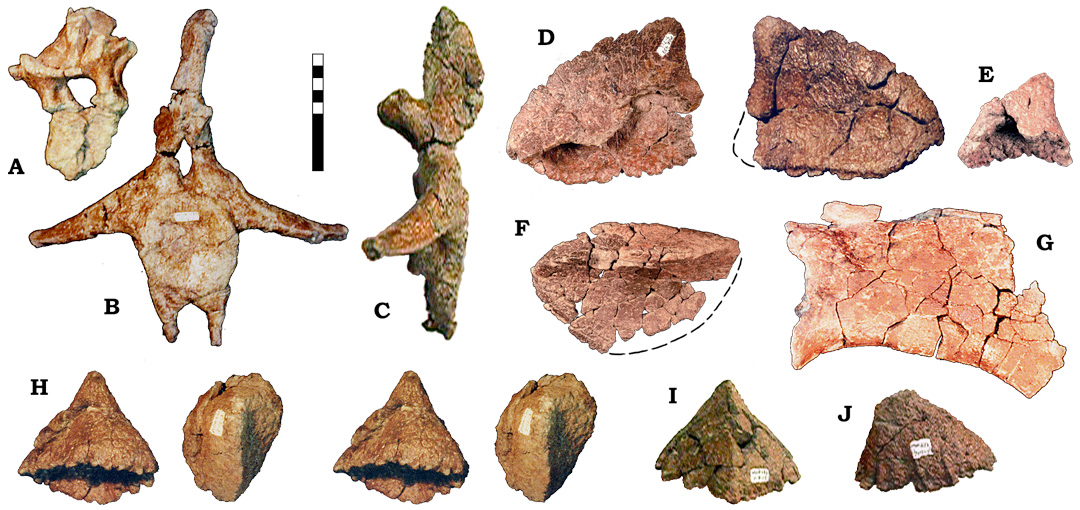
MOR 433的顱後材料

估計石生龍身長6公尺及最重達2噸。石生龍的頭骨與歸入包頭龍的頭骨有很大的相似程度，但與同時代其他甲龍類的差異在於，石生龍頭骨整體表面紋理相對光滑。

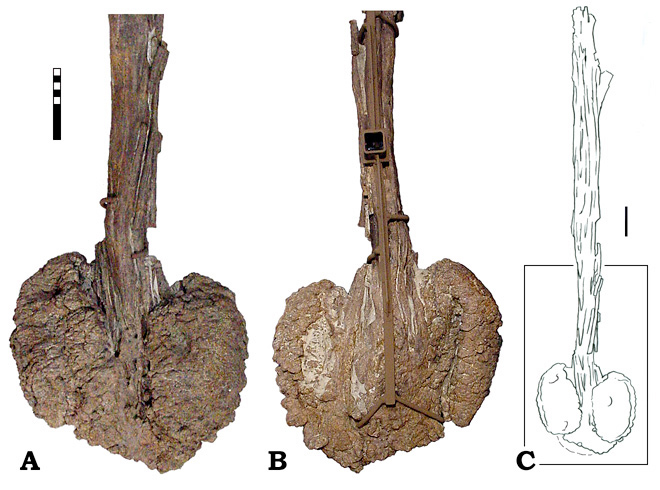
TMP 2001.42.19的尾槌

如同其他甲龍科，石生龍尾端有由兩端加大質量的骨塊構成的尾槌；這是將包含石生龍在內的甲龍科與結節龍科區分開來的關鍵特徵。尾槌由數個骨片構成，其中滲透軟組織，可承受數千磅的衝擊力。尾槌功能可能用來防禦掠食者或求偶。
Penkalski（2013）根據頭骨解剖特徵與裝甲形態將石生龍分類為甲龍亞科，有足夠的形態特徵細節可將石生龍與近親包頭龍、倍甲龍、刺甲龍區別開來。以下為該研究中列出的鑑定特徵組合，其中有些是自衍徵：
- 頭蓋骨鼻部的中隔很小，與周圍皮內成骨難以區別。
- 頭骨後部鱗狀骨突呈三角錐狀凸出。
- 鱗狀骨脊狀突在吻側平坦，正面背側逐漸變鈍，頂部、尾側、後部表面由平坦變為圓潤無摺皺。
- 頰部方軛骨突寬闊而光滑，尾端大幅彎曲。
- 方軛骨突頂點位於尾端，圓潤無彎曲。
- 頭蓋骨後部的橫脊側視不可見。
- 枕髁（英语：Occipital condyles）小，約佔顱基長度的16％。
- 眼眶相對大。
- 臀部皮內成骨基部外露，表面紋理光滑；存在陡峭三角形尾部皮內成骨。

Arbour和Currie（2013）發現石生龍與刺甲龍有些共同的鑑定特徵：頸甲半環形態與鱗狀骨角形狀。他們還指出所有歸入石生龍的標本（其中有些是重建後的）吻部都被破壞，於是鼻部形態無法當作石生龍為獨立物種的關鍵依據，並得出結論石生龍可能成為刺甲龍的次異名。

## 埋藏學
MOR 433標本的頭骨被壓碎，但整體上背面及側面保存得相當良好，中線偏移左側。前上頜骨的喙部遺失，大部分的腭也被侵蝕掉。壓碎的情況是動物擾動的結果，由恐龍踐踏土壤、沉積物、骨骼所造成。頭骨有個大致呈三角形的區域向外擴展，可能是頭骨在化石化之前被踩踏。上頜骨的齒槽邊緣被侵蝕，沒有牙齒保存下來。復原的化石材料顏色從紅到灰不等，但人們認為顏色不具任何埋藏學上的意義，指示由不同程度的風化所引起的。

## 古生態學
石生龍的正模標本MOR 433來自蒙大拿的雙麥迪遜組上部層位，放射性定年顯示年代約為7400萬年前。遺骸出土於晚白堊紀坎潘階的灰色粉砂岩沉積層。標本目前存放於博茲曼市的落磯山博物館。
研究顯示雙麥迪遜組的古環境為季節性、半乾旱氣候，可能受到來自科迪勒拉山系的雨影影響。岩性、無脊椎動物群、植物及花粉數據顯示，坎潘階時當地經歷了長時間的旱季與溫暖的氣溫。大範圍的紅床和鈣質地平線至少是季節性乾旱的證據。
雙麥迪遜組產出過的恐龍遺骸包含：偷蛋龍類、鳥腳類、結節龍科的埃德蒙頓甲龍、角龍類的河神龍、短角龍、赤角龍、野牛龍等、傷齒龍、馳龍科的斑比盜龍、馳龍、蜥鳥盜龍、暴龍科的艾伯塔龍、懼龍、蛇髮女怪龍。牠們與石生龍、還有淡水雙殼綱、腹足綱、海龜、蜥蜴、離龍目。此地層的某些恐龍死亡推測與乾旱有關連。上雙麥迪遜組在發現恐龍個體發育階段有著重要的意義，包括含有蛋與幼體的鴨嘴龍類巢穴、以及帶有完整胚胎的傷齒龍蛋。

## 延伸閱讀
- 甲龍類研究歷史（英语：Timeline of ankylosaur research）